# サーベランス試験
サーベランス試験（サーベランスしけん、surveillance test）とは、火薬安定度試験方法の一種である。

## 概要
アメリカで最初に銃弾の火薬用の試験として採用され、現在でも行われている。

## 方法
- 45グラムの試料をビンに入れ気密性の高い蓋をする。
- 温度を65.5℃（誤差 {\displaystyle \pm }1℃）の定温で保存する。
- 二酸化窒素の赤い煙が出るまでの日数を観察する。

## 結果
最低でも60日以上耐えるだけの安定性を要求しており、15日以内に二酸化窒素の煙が出るようなら、非常に不安定と判断される。
場合によってはより過酷な80度で試験を行う場合もある。